# Ким У-джин
В това корейско име фамилията е Ким.
Ким У-джин (на корейски: 김우진) e южнокорейски стрелец с лък, специализиран в стрелба с рекърв лък. Носител на 5 златни медала от три олимпиади – през 2016, 2020 и 2024 г.

## Биография
Ким е роден на 20 юни 1992 г. На Световното първенство по стрелба с лък през 2011 г. печели първо място в индивидуалното и отборното представяне; през 2015 г. повтаря този успех.
На летните олимпийски игри през 2016 г. той поставя световен рекорд в индивидуалната стрелба с рекърв лък за мъже и печели златния медал като член на мъжкия отбор на Южна Корея по стрелба с лък. На Летните олимпийски игри през 2024 г. той печели олимпийски златен медал в индивидуалното състезание за мъже след тайбрек с американския състезател Брейди Елисън, както и златни медали на смесени двойки и като член на мъжкия отбор на Южна Корея по стрелба с лък.